# Cướp biển

Cờ hiệu trên tàu hải tặc thế kỷ 18

Cướp biển hay hải tặc (chữ Hán: 海賊) là những kẻ cướp trên biển hay trên bờ biển, thường do những lực lượng hoặc tổ chức hàng hải bất hợp pháp. Hiện nay, hải tặc vẫn còn tiếp tục tấn công các tàu buôn trên Thái Bình Dương, Ấn Độ Dương, ngoài hải phận của Somalia, eo biển Malacca và Singapore, năm 2007 đã gây thiệt hại lên đến 13 - 16 tỉ Đô la Mỹ mỗi năm .
Cướp biển cũng một thời tung hoành trong và ngoài hải phận Hoa Kỳ nhưng ngày nay không còn đáng kể từ ngày lực lượng vệ binh hàng hải được thành lập.

## Định nghĩa
Theo định nghĩa thông thường, hải tặc là những kẻ cướp trên biển. Tuy nhiên, trong thời đại cướp biển hoành hành, chính phủ đã tạo ra các đội tàu truy lùng, đôi khi các đội tàu đó cũng trở thành cướp biển.

## Thời cổ đại
Từ lúc con người biết căng buồm ra khơi thì hải tặc cũng bắt đầu xuất hiện. Năm 1960, các nhà khảo cổ đã tìm thấy chiếc thuyền buôn Hy Lạp bị đắm cách đây 2300 năm ngoài khơi đảo Síp. Người ta gọi nó là tàu Kyrena theo tên thị trấn gần đó, những vết xước trên thân tàu chứng tỏ đã có cuộc tấn công nào đó. Một khi tàu chở hàng nào không may bị tấn công, hải tặc không chỉ cướp những của cải hàng hóa trên tàu, thủy thủ thường cũng bị giết hay bắt đem bán như nô lệ. Hải tặc sau đó thường đánh đắm tàu sau phi vụ nhằm thủ tiêu tội ác của mình.

## Thời hoàng kim
Suốt gần 40 năm, từ 1690 đến 1730, là thời kỳ mà mọi người cho rằng đây là kỷ nguyên vàng của cướp biển. Vô số các vụ cướp bóc đã xảy ra trong vùng Caribe, nơi tụ tập khoảng 2.000 tên hải tặc vào đầu thế kỷ 18. Một số rất nổi tiếng vì sự tàn bạo và táo tợn. Rất nhiều thuyền truởng và thủy thủ đã trở thành hải tặc do tiền kiếm được, bất chấp nguy cơ bị bắt và tử hình.
Ví dụ như Edward Teach, hải tặc râu đen, kẻ đã gieo rắc kinh hoàng suốt dải bờ biển Bắc Mỹ. Một ví dụ khác là người Tây Ban Nha Amaro Pargo, kẻ đã cướp bóc tàu địch của vương miện Tây Ban Nha trên đường đến Caribbean. Sau đó sự phát triển của các con tàu bọc thép chạy bằng hơi nước và về sau là đóng bằng sắt cùng với lực lượng hải quân bắt đầu phát triển và hiệu quả hơn đã kết thúc thời đại của hải tặc.

## Vũ khí
Hải tặc sử dụng vũ khí cá nhân như súng, dao. Chúng trang bị súng máy hạng nặng, pháo cỡ nhẹ lên tàu để đề phòng trường hợp chính phủ truy bắt.